# 笃思忒马黑麻
笃思忒马黑麻（Dost Muhammad，1445年—1469年），是也先不花二世的儿子。其父死后，17岁的他继承汗位。他行为放荡(欲实行轉房婚娶其後母)，疏远了伊斯兰教学者〔实为宗教贵族〕——诸位毛拉。他对杜格拉特家族的埃米尔统治的喀什城，发动过掠夺性攻击。他于1469年去世，其子怯别二世即位。仅仅三年後，他的领地就被伯父羽奴思吞并。
| 前任： 也先不花二世 | 东察合台汗国东部可汗 1462年—1469年 | 繼任： 怯别二世 |